# Jeff Doucette
Jeff Doucette (Milwaukee (Wisconsin), 25 november 1947) is een Amerikaanse acteur.

## Biografie
Doucette heeft gestudeerd aan de Lewis College in Romeoville Illinois.
Doucette begon in 1977 met acteren in de televisieserie Eight is Enough. Hierna heeft hij nog in meer dan 160 televisieseries en films gespeeld, zoals E/R (1984-1985), Newhart (1984-1988), Alien Nation (1989-1990), Beverly Hills, 90210 (1992), Dr. Dolittle (1998), God, the Devil and Bob (2000-2001), JAG (1999-2005), Ben 10 (2006) en Desperate Housewives (2004-2010).
Doucette is getrouwd, hij is de tweede man voor haar.

## Filmografie

### Films
Selectie:
- 2008 Parasomnia – als rechercheur Conroy
- 2000 Bedazzled – als sergeant
- 1998 The Dentist 2 – als Jeremy Wilkes
- 1998 Dr. Dolittle – als Possum (stem)
- 1994 Zero Tolerance – als politieagent
- 1989 Hägar the Horrible – als Lucky Eddy en Joe (stem)
- 1984 Splash – als Junior

### Televisieseries
Selectie:
- 2022 Gaslit - als Sam Ervin - 2 afl.
- 2021 Rebel - als Daniel - 4 afl.
- 2020 The Bench - als Ani - 5 afl.
- 2016 The Young and the Restless - als dr. Hadley - 2 afl.
- 2016 Girl Meets World - als mr. Norton - 2 afl.
- 2012 - 2015 Dog with a Blog - als Phil Trummer - 3 afl.
- 2013 Shameless - als oom Matt - 2 afl.
- 2004 – 2010 Desperate Housewives – als pastor Crowley – 10 afl.
- 2006 Ben 10 – als Thumbskull (stem) – 2 afl. (animatieserie)
- 2004 – 2005 Grim & Evil – als diverse stemmen – 2 afl. (animatieserie)
- 1999 – 2005 JAG – als senator Jim en Harvey Shenburg 3 afl.
- 2000 – 2001 God, the Devil and Bob – als Smeck (stem) – 13 afl. (animatieserie)
- 2001 Kate Brasher – als Jerry Kramer – 2 afl.
- 1999 – 2001 That '70s Show – als Dale – 3 afl..
- 1998 3rd Rock from the Sun – als Chet – 3 afl..
- 1996 Townies – als Steve Baker – 5 afl.
- 1995 – 1996 Unhappily Ever After – als coach – 2 afl.
- 1992 Beverly Hills, 90210 – als Hudge – 3 afl.
- 1992 Delta – als Deke en Gene – 3 afl.
- 1991 Harry and the Hendersons – als officier Perth – 2 afl.
- 1989 – 1990 Alien Nation – als Burns – 14 afl.
- 1989 Night Court – als Dr. Dumont – 2 afl.
- 1984 – 1988 Newhart – als Harley Estin – 15 afl.
- 1984 – 1985 E/R – als Bert – 22 afl.
- 1983 The New Scooby and Scrappy-Doo Show – als stem - 13 afl. (animatieserie)
- 1981 The Ri¢hie Ri¢h/Scooby-Doo Show – als diverse stemmen - 8 afl. (animatieserie)
- 1979 Scooby-Doo and Scrappy-Doo – als diverse stemmen - ? afl. (animatieserie)

### Computerspellen
- 2005 Jade Empire – als Minister van Cultuur en Fen Do (stemmen)
- 2002 Metal Gear Solid 2: Substance – als Navy SEAL (stem)
- 2001 Metal Gear Solid 2: Sons of Liberty – als Navy SEAL (stem)

- Library of Congress Control Number: no2018065715
- Virtual International Authority File: 7784152684032323430008
- WorldCat: E39PBJqqrxkfRwVFy7GM63FkDq